# Qusar (Fluss)
Der Qusar (aserbaidschanisch Qusarçay) ist ein Fluss in Aserbaidschan.
Er entspringt südlich des Berges Bazardüzü (Großer Kaukasus) auf über 3000 m Höhe und mündet in das Kaspische Meer.
Er ist namengebend für den Rayon Qusar und die an seinem Lauf liegende Stadt Qusar.
In der Antike war der Name des Flusses Casius oder Kasios. Plinius dem Älteren zufolge bildete der Fluss die Nordgrenze von Albania.